# Sinfonia n. 2 (Nielsen)
La Sinfonia n. 2 in si minore,  op. 16 “I quattro temperamenti” di Carl Nielsen è una composizione per orchestra scritta nel 1902.

## Storia
Circa un decennio sarebbe trascorso prima che Nielsen si accingesse a comporre una seconda sinfonia; in quel lasso di tempo poche sono le date e le occasioni da ricordare per quanto riguarda la biografia del musicista danese. Nel 1908 succedette a Svendsen in qualità di direttore del Teatro Reale fino al 1914, allorché subentrò al suo maestro Niels Gade nella carica di direttore della Società Musicale. Qui vi rimarrà fino al 1927, allorquando la sua salute comincia a declinare, mentre alla direzione del Conservatorio resterà dall'ottobre 1915 fino al 1931, anno della sua improvvisa e prematura morte. Pochi anche i viaggi compiuti all’estero, pur se importanti dal punto di vista professionale: nel 1912 Nielsen si recò ad Amsterdam per dirigere l'Orchestra del Concertgebouw e l’anno successivo a Stoccarda dove assunse la conduzione dell’Orchestra della Tonhalle. 
La Seconda Sinfonia fu scritta nel periodo 1901-02; essa è la prima a portare un sottotitolo ed è certamente la più nota delle sei composte da Nielsen. Essa nacque in circostanze davvero particolari, come lo stesso autore spiegò in una nota illustrativa, che chiariscono anche l’origine del sottotitolo. Un giorno, Nielsen si era recato assieme alla moglie Anne Marie Brodersen e ad alcuni suoi amici in una trattoria nello Zealand . Sulle pareti del locale erano appesi alcuni quadri raffiguranti i temperamenti dell'uomo: il collerico, il flemmatico, il melanconico ed il sanguigno. Fu soprattutto il ritratto del collerico a colpire l’attenzione di Nielsen e a fornirgli l’ispirazione per la composizione di una nuova opera.
Tuttavia, non si deve credere che Nielsen fosse un musicista affascinato dalla musica a programma; tutt’altro. Benché la gran parte delle sue sinfonie porti un sottotitolo, egli ebbe a dichiarare che «la musica non può essere compresa che musicalmente» ed aggiunse espressamente: «io non amo la musica a programma». Anche nel suo libro autobiografico Levende Musik (Musica viva) Nielsen espresse la propria contrarietà ad attribuire alla musica significati extra-musicali: a proposito di Richard Wagner, dichiarò di ritenere il grande operista tedesco quale massimo genio musicale del XIX secolo ma di non apprezzare il suo impiego del “Leitmotiv” che gli suscitava “un’impressione quasi comica”.

### Première
La Seconda Sinfonia fu eseguita per la prima volta il 1º dicembre 1902 sotto la direzione dello stesso Nielsen a Copenaghen presso l’Associazione Concertistica Danese; essa porta la dedica al compositore empolese Ferruccio Busoni, al quale (al pari di Jean Sibelius lo univa un legame di sincera amicizia, fin dal loro primo incontro a Lipsia nel 1891.

## Organico
- 3 flauti (il 3° anche ottavino)
- 2 oboi (il 2° anche corno inglese)
- 2 clarinetti in la e si bemolle
- 2 fagotti
- 4 corni in fa
- 3 trombe in fa
- 3 tromboni (2 tenori, 1 basso)
- tuba
- timpani
- archi

## Struttura
Benché mantenga la struttura formale tradizionale, la Seconda Sinfonia presenta un grado maggiore di concentrazione e di forma organica rispetto alla Prima Sinfonia; peraltro, va ricordato che Nielsen nell'imprimere le proprie idee musicalmente si discosta dal modello della sinfonia programmatica di Richard Strauss, in quanto il musicista danese rimane fedele al suo ideale di comporre musica pura.
- I. Allegro collerico

Il primo movimento si ispira al ritratto dell’uomo collerico, che nel quadro era raffigurato, secondo la descrizione dello stesso Nielsen, come «un uomo a cavallo che, con la spada sguainata sferzava l’aria selvaggiamente: i suoi occhi parevano uscirgli dalle orbite e i capelli gli spiovevano sul viso». Il movimento, spiega Nielsen, «inizia impetuosamente con un tema che si sviluppa parallelamente a un altro più breve del clarinetto e si trasforma in una fanfara che sfocia nel secondo soggetto Cantabile ed Espressivo, tosto interrotto da violente figurazioni e scosse ritmiche. Dopo una pausa, il secondo soggetto si svolge con maggior respiro ed energia che gradualmente svaniscono all’inizio dello sviluppo … In ultimo si giunge a una coda (Stretto) con veementi passaggi degli archi e il movimento si conclude nello stesso tono iniziale». Se l’attacco imperativo può richiamare l’introduzione del Don Juan op. 20 di Strauss, Nielsen si distingue ancora dal musicista bavarese per l’impeto aggressivo anziché cavalleresco del personaggio ritratto.
- II. Andante comodo e flemmatico

Il personaggio ritratto nel secondo movimento è, precisa Nielsen, «un giovanotto dagli occhi azzurri, robusto e sicuro … dall’espressione serena ma non autocompiaciuta, anzi con qualche tratto di lieve malinconia». Egli ascolta il canto degli uccelli, la voce della natura e ama la danza, come rivela il tempo di valzer che ricorda Antonín Dvorák, particolarmente per il soffuso colore strumentale. Più dell’atteggiamento flemmatico, nella musica di Nielsen qui risalta la disposizione «giovanilmente svagata e dolcemente smemorata».
- III. Andante malincolico

Il terzo movimento si apre con accenti drammatici in cui, avverte Nielsen, «un tema sconsolato si sviluppa lentamente concludendosi in un clima doloroso». La musica desta l’idea di qualcuno che stia gettando uno sguardo negli abissi di un’anima sconfitta; in questo movimento, completamente dominato dal pathos, si inserisce secondo Nielsen un episodio «dal tono più calmo e rassegnato».  L’intero movimento rivela agganci con la tradizione tardo-romantica, segnatamente nel solco di Anton Bruckner, per la forza drammatica, l’intensità e l’urgenza sentimentale.
- IV. Allegro sanguineo

Nel movimento finale, Nielsen precisa che ha inteso rappresentare l’immagine di «un uomo convinto che tutto il mondo gli appartenga» e la cui natura è pur tuttavia buona, «seppur superficiale». La musica è qui condotta in toni allegri e vivacissimi, spensierati e non pretenziosi e, come nel terzo movimento, emerge evidente il legame di Nielsen con la tradizione romantica per l’incandescenza iniziale e per un certo piglio burbanzoso ed energico alla maniera di Hector Berlioz, nonché per la semplice e delicata leggerezza del secondo tema che richiama l’arte di Felix Mendelssohn. In tal modo, attraverso la Seconda Sinfonia si compie pienamente e compiutamente da parte di Nielsen la ricognizione di una vasta cultura romantica, senza che per questo il musicista danese abbia rinunciato ad assicurarsi una propria individualità.
Dopo Nielsen, nel 1940 sarà Paul Hindemith a trarre ispirazione dai quattro temperamenti dell’uomo per scrivere una composizione musicale in cui un tema viene sottoposto a variazioni ad opera del pianoforte con l’accompagnamento di un’orchestra d’archi; il compositore tedesco cambia tuttavia l’ordine ponendo il malinconico al primo posto, seguito dal sanguigno e dal flemmatico, mentre al collerico spetta la variazione conclusiva.

## Registrazioni
Discografia selettiva
- BBC Philharmonic Orchestra, John Storgårds (Chandos)
- Orchestra Sinfonica della Radio Danese, Launy Grøndahl (Danacord)
- Orchestra Sinfonica della Radio Danese, Michael Schønwandt (Alliance)
- Orchestra Sinfonica di Göteborg, Neeme Järvi (Deutsche Grammophon)
- Orchestra Filarmonica Janácek, Theodore Kuchar (Brilliant Classics)
- London Symphony Orchestra, Ole Schmidt (Musical Concepts)
- National Symphony Orchestra of Ireland, Adrian Leaper (Naxos)
- New York Philharmonic, Leonard Bernstein (Sony BMG)
- Hr-Sinfonieorchester, Paavo Järvi (RCA BMG)
- Orchestra Reale Danese, Paavo Berglund (RCA BMG)
- Royal Scottish Orchestra, Bryden Thomson (Chandos)
- San Francisco Symphony Orchestra, Herbert Blomstedt (Decca)
- Orchestra Sinfonica della Radio Svedese, Esa-Pekka Salonen (Sony BMG)
- Tivoli Concert Hall Symphony Orchestra, Carl von Garaguly (Vox Turnabout)